# 別本
別本（べっぽん）とは、源氏物語の写本のうち、青表紙本、河内本のいずれにも属さないものをいう。またそのような写本によって伝えられる本文を指すこともある。

## 概要
「別本」の呼称は池田亀鑑により1942年（昭和17年）に出版された源氏物語の校本である「校異源氏物語」において初めて用いられたもので、後に「源氏物語大成」などにも採用されて広く普及することになった。そもそも「別本」とは青表紙本でもなく河内本でもないと認められる諸写本を、その性格・系統などを考慮に入れず一様に「別本」という一つの呼称で扱おうとするあくまで便宜的な用語であつて、青表紙本や河内本のように特定の祖本から分かれた何らかの共通の性格を持った一群の写本が存在するわけではない。この術語を提唱した池田亀鑑によれば、「青表紙本や河内本が「青表紙本系統」や「河内本系統」と呼ばれたりするのと同様に別本を「別本系統」と呼ぶのは誤りであり、別本という呼称やその性格は源氏物語の本文の研究が進んで青表紙本や河内本の性格が明らかになった後で改めて検討され、分類・整理されるべきものである」としていた。

## 種類
池田亀鑑は別本の中には次のようなものが含まれるとしている。
- 古伝本系の別本
- 混成本文系の別本
- 注釈的本文系の別本

実際には青表紙本であるという確証もなく河内本であるという確証も無いというだけでどのような性格を持った写本なのか不明な「別本」も少なくない。

### 古伝本系
古伝本系別本とは青表紙本や河内本が成立する以前の本文を伝えていると考えられている写本をいう。なお、古伝本系別本であるかどうかは書写年代によって決まるものではない。確かに河内本の元になったとされる従一位麗子本など、青表紙本や河内本が成立する以前に存在した写本は、すでに失われたと考えられる紫式部の自筆本等を含め、全てこの古伝本系別本ということになるが、写本の性格は書写の元になった写本の性格によって決まるため、河内本や青表紙本の成立以後、例えば江戸時代に作られた写本であっても元になる写本が古伝本系別本であれば出来上がった写本も古伝本系別本でありうる。

### 混成本文系
混成本文系の別本とは、青表紙本や河内本が成立して以後に成立した複数の系統の本文が混じった本文を有する伝本のことをいう。混成本文系別本に分類される別本については、
- 青表紙本と河内本との混成
- 青表紙本と古伝本との混成
- 河内本と古伝本との混成

といったさまざまな形での混成が考えられている。
また混成の原因には元々あった本文に異なる系統の本文を校合することによる混成の発生と一部分が欠けた写本に残った部分の本文と異なる系統の本文を持つ写本によって補ったことによって発生した混成とが存在すると考えられている。